# كرايغ كاري
كرايغ كاري (بالإنجليزية: Craig Curry)‏ هو لاعب كرة قدم أمريكية أمريكي، ولد في 20 يوليو 1961 في هيوستن في الولايات المتحدة.

## وصلات خارجية
- كرايغ كاري على موقع مرجع كرة القدم المحترفة.كوم (الإنجليزية)